# Avenida Olegário Maciel (Belo Horizonte)
A Avenida Olegário Maciel, em Belo Horizonte, é uma das principais vias do centro da cidade. Seu nome é uma homenagem a Olegário Dias Maciel, que presidiu o estado de Minas Gerais em 1924 e entre 1930 e 1933.
Ela corta a região central no sentido norte-sul, ligando a Avenida Santos Dumont à Avenida do Contorno. Passa pela Praça Raul Soares e pelo Diamond Mall e faz a divisa entre os bairros Santo Agostinho e Lourdes.
É uma importante avenida comercial de Belo Horizonte, tendo opções para classes mais ricas e mais pobres. Alguns pontos de venda próximos ao terminal rodoviário, onde a via tem início, são para classes mais baixas e utilizam mais o dinheiro vivo. Já no lado oposto do corredor, boa parte dos clientes é de nível mais alto, e usa mais o cartão de crédito.